# Karađorđeva šnicla

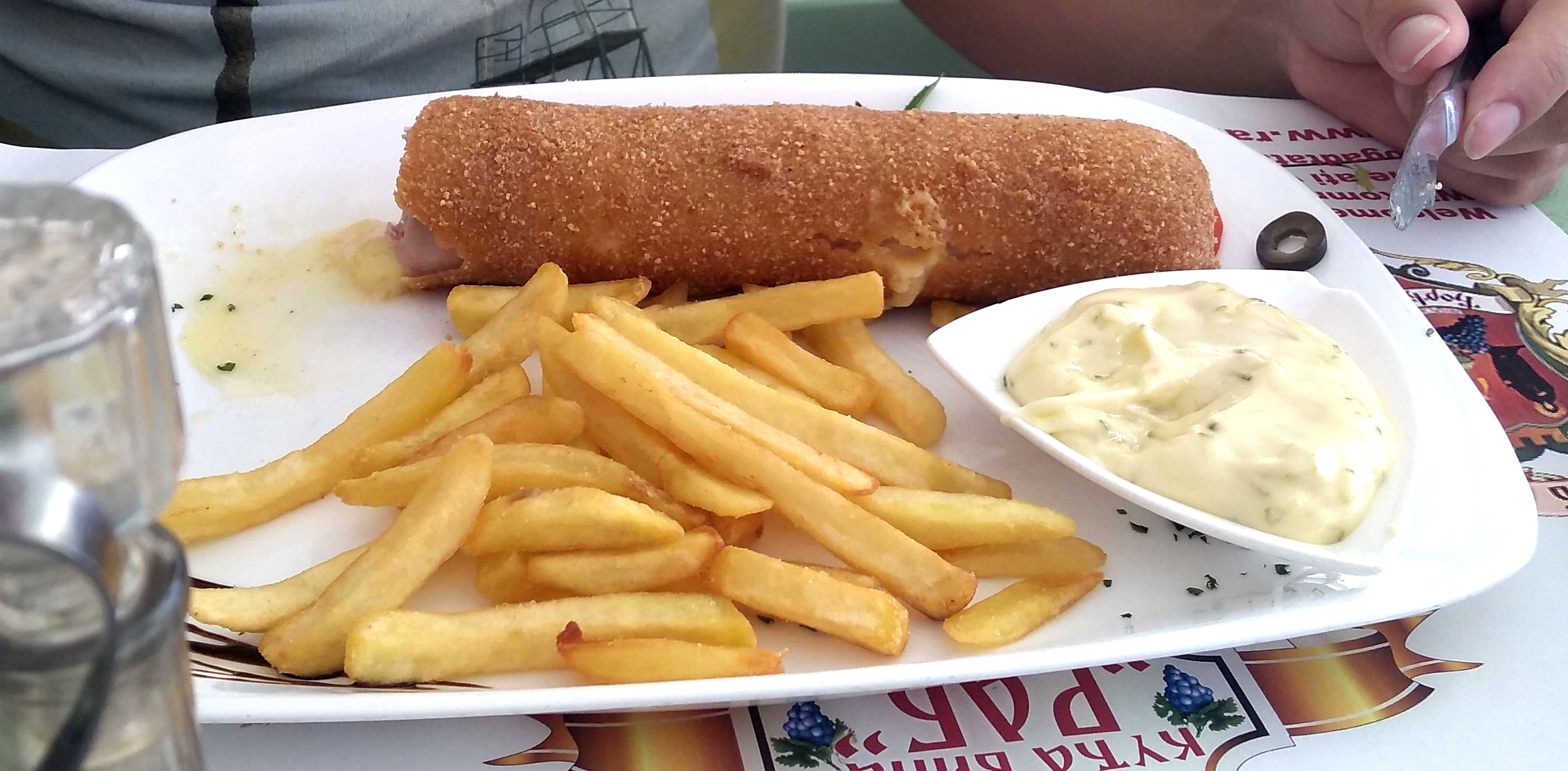
Karađorđeva šnicla, frytki i sos tatarski

Karađorđeva šnicla (pol. sznycel Karadżordża) – panierowany kotlet charakterystyczny dla kuchni serbskiej, gdzie stanowi danie narodowe. Ma formę zawijanego steku cielęcego lub wieprzowego, nadziewanego serem kajmak, a następnie panierowanego i smażonego. Podawany jest najczęściej z pieczonymi ziemniakami i sosem tatarskim.

## Historia
Historia dania jest stosunkowo krótka. Stworzył je szef kuchni, Mića Stojanović (jeden z pierwszych kucharzy serbskich, którzy zdobyli sławę międzynarodową) w 1959, kiedy stanął przed zadaniem przygotowania dla delegacji sowieckiej kotletu de volaille, a nie dysponował akurat mięsem drobiowym. Użył w tej sytuacji cielęciny zamiast kurczaka. Nie do końca zadowolony z rezultatu, polał danie sosem tatarskim i ozdobił plasterkiem cytryny oraz kawałkami pomidora, co w efekcie przypominało Order Gwiazdy Jerzego Czarnego, od czego ukuto nazwę dania.

## Znaczenie
Kotlet nazywany jest potocznie snem dziewic (девојачки сан/devojački san), ze względu na swój falliczny kształt. Stanowić miał „narodową alternatywę” dla bardziej popularnego sznycla wiedeńskiego (serb. bečka šnicla). Według Stojanovicia danie stało się istotnym krokiem na drodze do budowania „gastronomicznej świadomości narodowej” Serbów.
Na terenie Albanii to samo danie jest serwowane pod nazwą „Skenderbeg”, co ma być nawiązaniem do albańskiego bohatera narodowego.